# Кордюков, Павел Алексеевич
Павел Алексеевич Кордюков  (1862—1930) — российский военачальник, генерал-лейтенант, герой Русско-японской войны.

## Биография
Из дворян Воронежской губернии.
В 1881 году окончил Михайловский Воронежский кадетский корпус, а в 1883 году Павловское военное училище с отличием по 1-му разряду. В 1883 году выпущен был подпоручиком в Охотский 43-й пехотный полк.
В 1887 году произведён в поручики. С 1886 года полковой адъютант Охотского полка. С 1888 года офицер-воспитатель в полку. В 1891 году был произведён в штабс-капитаны, в 1893 году в капитаны, в 1896 году в подполковники. С 1897 года назначен командиром батальона 146-го Царицынского пехотного полка.

### Русско-японская война
Участник Русско-японской войны с 1904 года. Временно исполнял должность командира 146-го Царицынского пехотного полка. С 1904 года — командир 148-го Каспийского пехотного полка.
8 сентября 1905 года за храбрость был награждён орденом Святого Георгия 4-й степени:
за то, что на позиции у Лицзятуня, к востоку от Путиловской сопки, с 16 по 22 февраля отбил 13 атак 10-го и 40-го японских пехотных полков; в ночь на 18 февраля по отбитии японских атак лично повёл в контратаку шесть рот каспийского полка и три охотничьих команды, причём противник, понеся большие потери, в беспорядке рассеялся к своей позиции у деревни Пуцаово. Каспийцы и охотники взяли пленными 3 офицеров и 180 нижних чинов, до 1000 винтовок, пулемётный станок, много патронов и снаряжения, сигнальные рожки, значки, флаги и прочее
16 февраля 1907 года был награждён Золотой саблей «За храбрость»:
за боевые отличия, оказанные в войну  с Японией
В 1905 году произведён в полковники за боевое отличие. В 1912 году произведён в генерал-майоры со старшинством от 22 декабря 1911 года. С 1912 года назначен командиром 1-й бригады 23-й пехотной дивизии.

### Первая мировая война
Участник Первой мировой войны с 1915 года, начальник 23-й пехотной дивизии. В 1916 году произведён в генерал-лейтенанты. С 1917 года начальник 83-й пехотной дивизии. За отвагу был награждён мечами к имеющимся орденам: Святого Владимира 3-й степени и Святого Станислава 1-й степени. Высочайшим приказом был награждён орденами: Святой Анны 1-й степени с мечами, Святого Владимира 2-й степени с мечами и Белого орла с мечами.

### Последние годы
С началом Гражданской войны был назначен генералом для поручений при начальнике войск полосы отчуждения КВЖД. С 17 мая 1918 года исполнял должность начальника гарнизона города Харбин. 1 декабря этого же года назначен временно командующем формируемой на Дальнем Востоке 9-й Сибирской стрелковой дивизией. С 1919 года назначен также начальником гарнизона города Никольск-Уссурийска и уполномоченным по охране государственного порядка и общественного спокойствия. 30 апреля 1919 года выведен за штат войск и зачислен в резерв.
Эмигрировал в Китай, затем в Латвию. Являлся почётным членом Общества взаимопомощи бывших русских военнослужащих в Латвии.
Умер 9 мая 1930 года в Риге. Похоронен на Покровском кладбище, могила не сохранилась.

## Награды
- Орден Св. Станислава 3-й ст. (1889)
- Орден Св. Анны 3-й ст. (1894)
- Орден Св. Станислава 2-й ст. (1898)
- Орден Св. Анны 2-й ст. (1903, мечи ордену в 1906)
- Орден Св. Георгия 4-й ст. (ВП 8.9.1905)
- Золотое оружие «За храбрость» (ВП 16.2.1907)
- Орден Св. Владимира 3-й ст. (1908, мечи к ордену в 1915)
- Орден Св. Станислава 1-й ст. (1912, мечи к ордену 12.1.1915)
- Орден Св. Анны 1-й ст. с мечами (ВП 28.5.1915)
- Орден Св. Владимира 2-й ст. с мечами (ВП 28.5.1915)
- Орден Белого орла с мечами (ВП 6.12.1916)
- Орден Звезды Румынии 3-й ст. (1899)
- Орден Святых Михаила и Георгия 2-й ст. (1916)